# 1700 az irodalomban
Az 1700. év az irodalomban.

## Születések
- február 2. – Johann Christoph Gottsched német író, drámaíró, irodalomtörténész († 1766)
- szeptember 1. – James Thomson skót költő, drámaíró, Az évszakok című nagy költemény szerzője († 1748)
- november 30. – Bethlen Kata magyar író; „Önéletírása a magyar barokk memoár-irodalom utolsó nagyszabású alkotása, a műfaj hattyúdala.”[1] († 1759)

## Halálozások
- május 1. – John Dryden angol költő, irodalomkritikus, fordító, drámaíró, a korabeli angol irodalmi élet irányítója (* 1631)